# Franklin (New Hampshire)
Franklin – miasto w Stanach Zjednoczonych, w stanie New Hampshire, w hrabstwie Merrimack, położone u zbiegu rzek Pemigewasset i Winnipesaukee, dających początek rzece Merrimack.

## Klimat
Miasto leży w strefie klimatu oceanicznego, łagodnegoy, bez pory suchej i z ciepłym latem, należącego według klasyfikacji Köppena do strefy Dfb. Średnia temperatura roczna wynosi 7,3°C, a opady 1160,8 mm (w tym 181 cm śniegu). Średnia temperatura najcieplejszego miesiąca - lipca wynosi 26,0°C, natomiast najzimniejszego stycznia -7,6°C. Najwyższa zanotowana temperatura wyniosła 28,2°C, natomiast najniższa -22,1°C. Miesiącem o najwyższych opadach jest październik o średnich opadach wynoszących 116,8 mm, natomiast najniższe opady są w lutym i wynoszą średnio 71,1 mm.